# Leids Universitair Medisch Centrum
Het Leids Universitair Medisch Centrum (LUMC) is het academische ziekenhuis dat aan de Universiteit Leiden is verbonden. Het bestaat uit een samenwerkingsverband tussen het Academisch Ziekenhuis Leiden (AZL) en de Faculteit der Geneeskunde van de Universiteit Leiden. Het AZL is in 1998 van naam veranderd in LUMC, net zoals de meeste academische ziekenhuizen in Nederland van naam werden veranderd in universitair medisch centrum. Het LUMC bevindt zich op loopafstand van het centraal station in Leiden.
Behalve de dagelijkse ziekenhuiszorg, die het ziekenhuis in verscheidene medische specialisaties kan leveren, heeft het ziekenhuis een functie op het gebied van onderwijs, ten behoeve van de opleidingen geneeskunde, farmacie, biomedische wetenschappen en klinische technologie op het gebied van opleiding en op het gebied van medisch-wetenschappelijk onderzoek. In het ziekenhuis vindt zowel fundamenteel als klinisch, patiëntgebonden onderzoek plaats, wat leidt tot een grote hoeveelheid wetenschappelijke publicaties. De Walaeus Bibliotheek in het LUMC, genoemd naar de zeventiende-eeuwse medicus Johannes Walaeus, is een verzamelplaats van medische publicaties. Het ziekenhuis is een van de elf traumacentra in Nederland en beschikt over een Mobiel Medisch Team. Binnen het LUMC waren in 2020 ongeveer 8800 mensen werkzaam.

## Geschiedenis

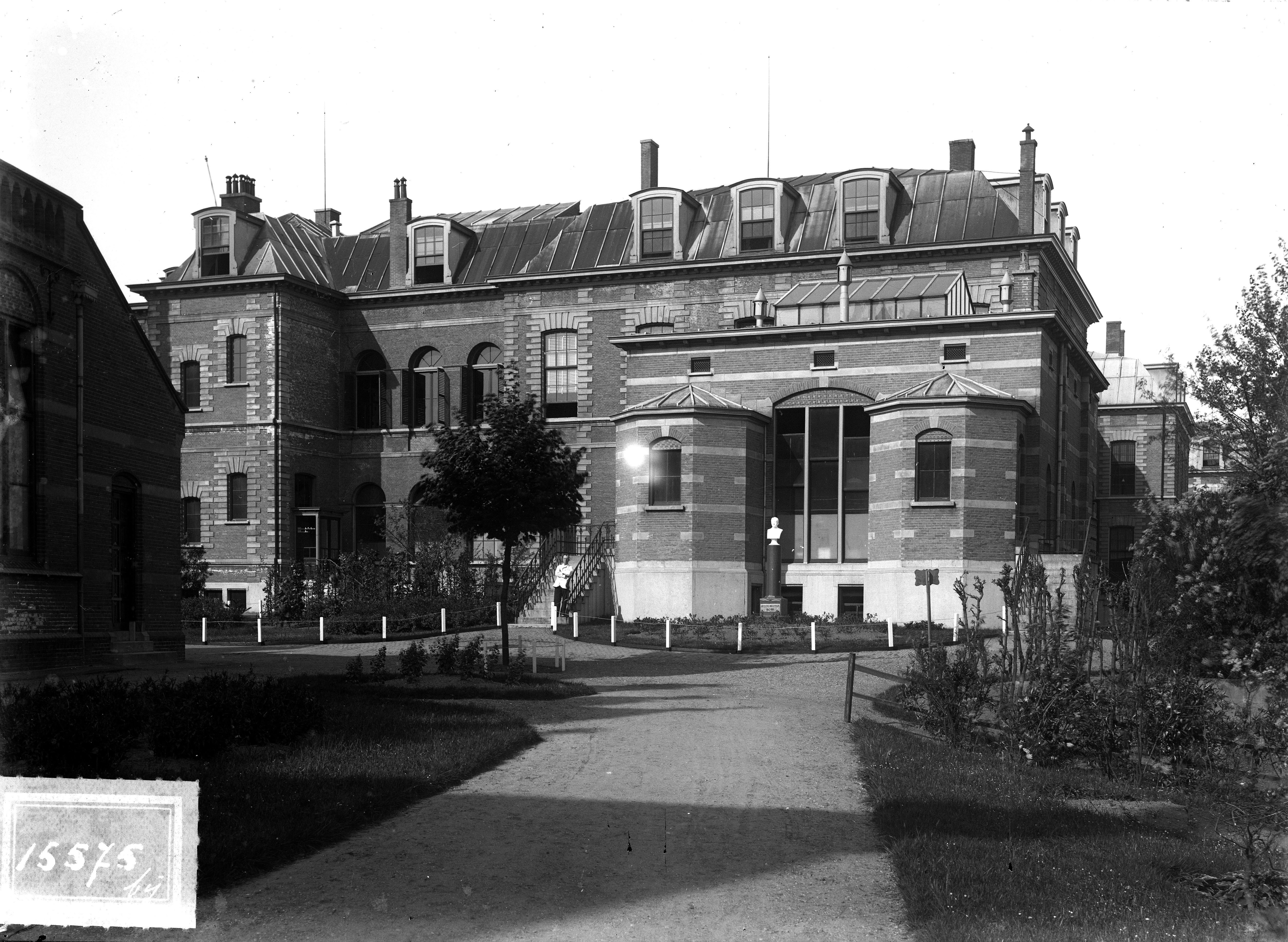
Voormalige Academische ziekenhuis aan de Steenstraat, thans Museum van Volkenkunde aan het eind van de 19e eeuw.

Het ziekenhuis is ontstaan in het Caeciliagasthuis in Leiden, het huidige Boerhaavemuseum. Het werd eerste als zodanig gebouwde academisch ziekenhuis, dat na enkele verhuizingen eerder in 1873 aan de Steenstraat werd geopend, het huidige Wereldmuseum Leiden. Het gebouw voldeed toen aan de eisen voor de verpleging en operaties, maar was na enkele decennia alweer verouderd. Er was behoefte aan meer laboratoriumruimte en veiligere en comfortabelere omstandigheden voor patiënten en personeel. Er werd in de jaren 20 een nieuw Academisch Ziekenhuis gebouwd, Cité Médicale, dat uit verschillende paviljoens bestond, in 1928 werd geopend en tot de jaren negentig dienstdeed. Begin jaren 80 is gestart met de bouw van het huidige ziekenhuis, het eerste gedeelte werd in gebruik genomen in 1985, de rest volgde in de helft van de jaren 90 toen het ziekenhuis volledig in gebruik werd genomen. Vrijwel alle oude paviljoens zijn in 1996 gesloopt, alleen het Poortgebouw bleef over en de paviljoens op het Boerhaavekwartier, die tot 2006 nog dienstdeden als onderwijsruimten. Het onderzoek vond tot 2006 plaats in het Sylvius Laboratorium in het Leiden Bio Science Park. Begin 2006 kwam eerst het onderzoeksgebouw gereed en eind 2006 het onderwijsgebouw. Sindsdien zijn patiëntenzorg, onderzoek en onderwijs volledig gecentraliseerd aangezien de gebouwen door middel van loopbruggen met elkaar zijn verbonden. Het LUMC opende in 2016 samen met enkele Haagse ziekenhuizen de LUMC-Campus Den Haag, een toevoeging aan de Campus Den Haag, onderdeel van de Universiteit Leiden.

## EU Subsidie Fraude
In 2023 werd het LUMC door de Europese Unie beschuldigd van fraude. In 2019 was al een rapport verschenen over deze kwestie van een extern onderzoeksbureau. In de tussenliggende jaren werden diverse ontslagen van medewerkers die beschuldigd waren van fraude als onterecht bestempeld door de rechtbank. In november 2023 trad de vice-voorzitter tijdelijk terug nadat uit onderzoek van Follow the Money en Radio West was gebleken dat hij al sinds 2021 van de fraude wist en niet had ingegrepen. In 2024 bleek uit een vervolgonderzoek dat het LUMC geen verbeteringen had doorgevoerd intern naar aanleiding van de geconsteerde fraude.

## Overige functies
- Het LUMC distribueert het medisch computer ondersteund onderwijs voor alle medische faculteiten in Nederland.[8]
- De Boerhaavecommissie van het LUMC is de grootste post-academische onderwijsorganisatie op geneeskundig gebied in Nederland.
- Het LUMC maakt deel uit van Nederlandse Federatie van Universitair Medische Centra.

## Afbeeldingen

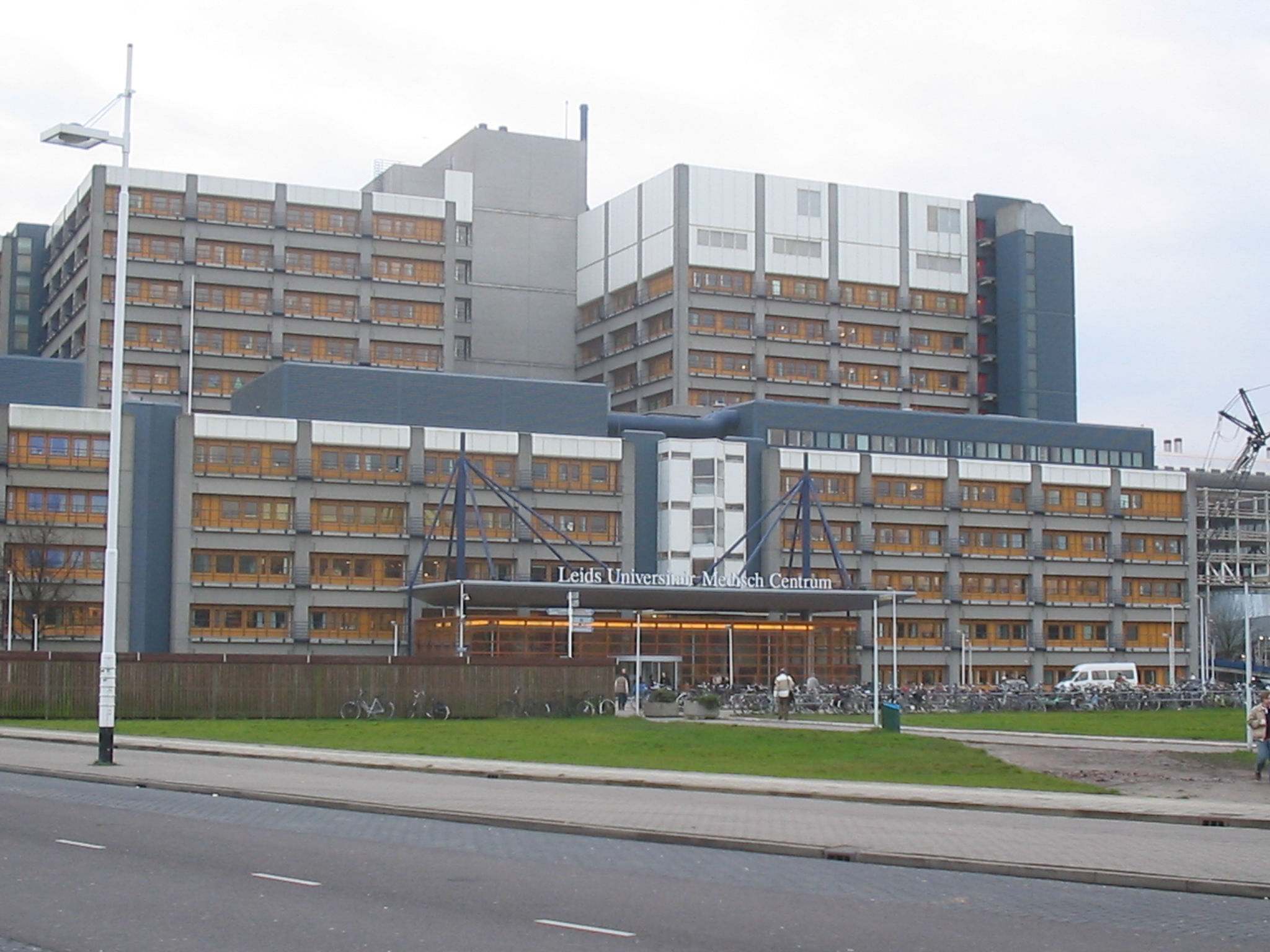
Gebouw 1, ziekenhuisgebouw
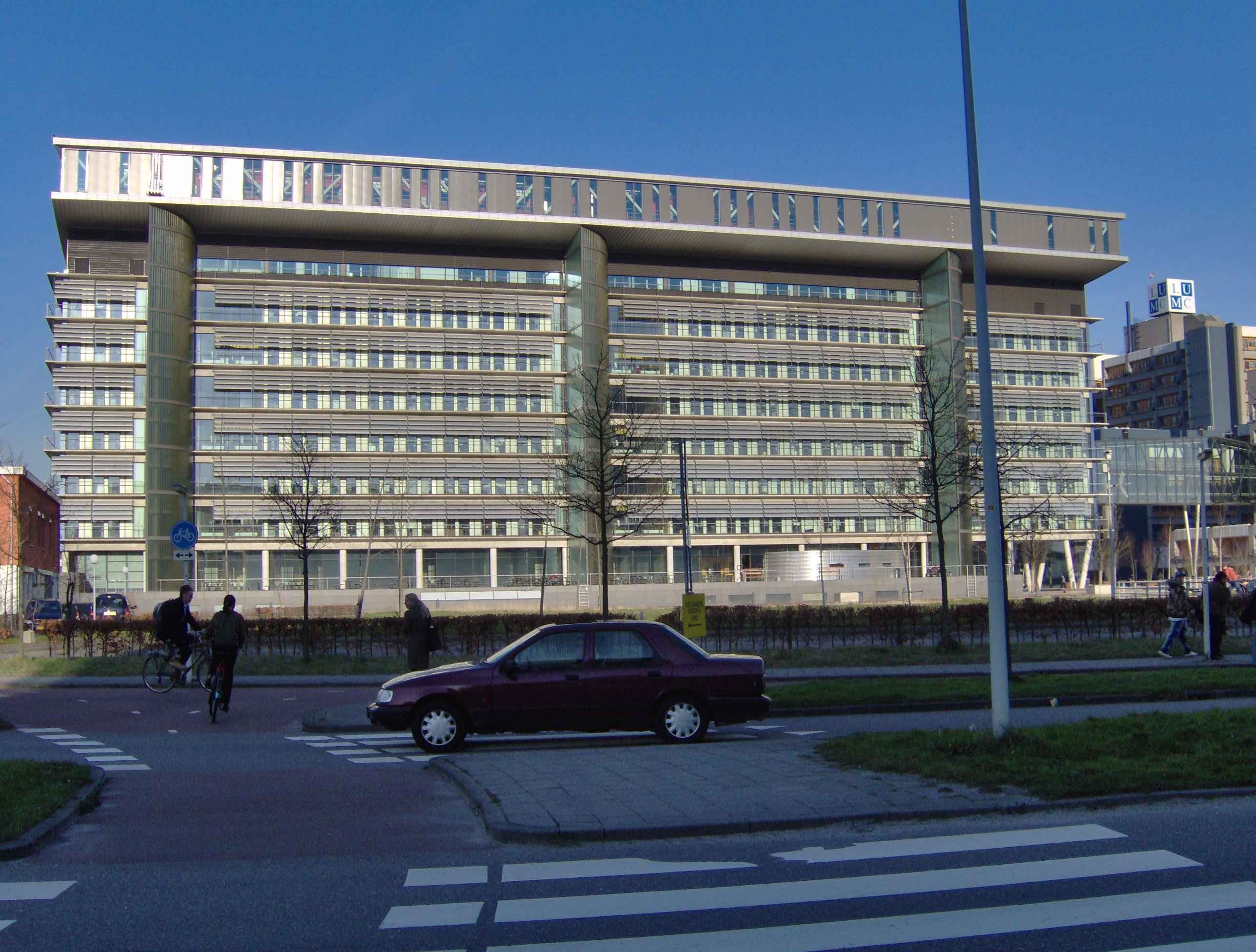
Gebouw 2, onderzoeksgebouw
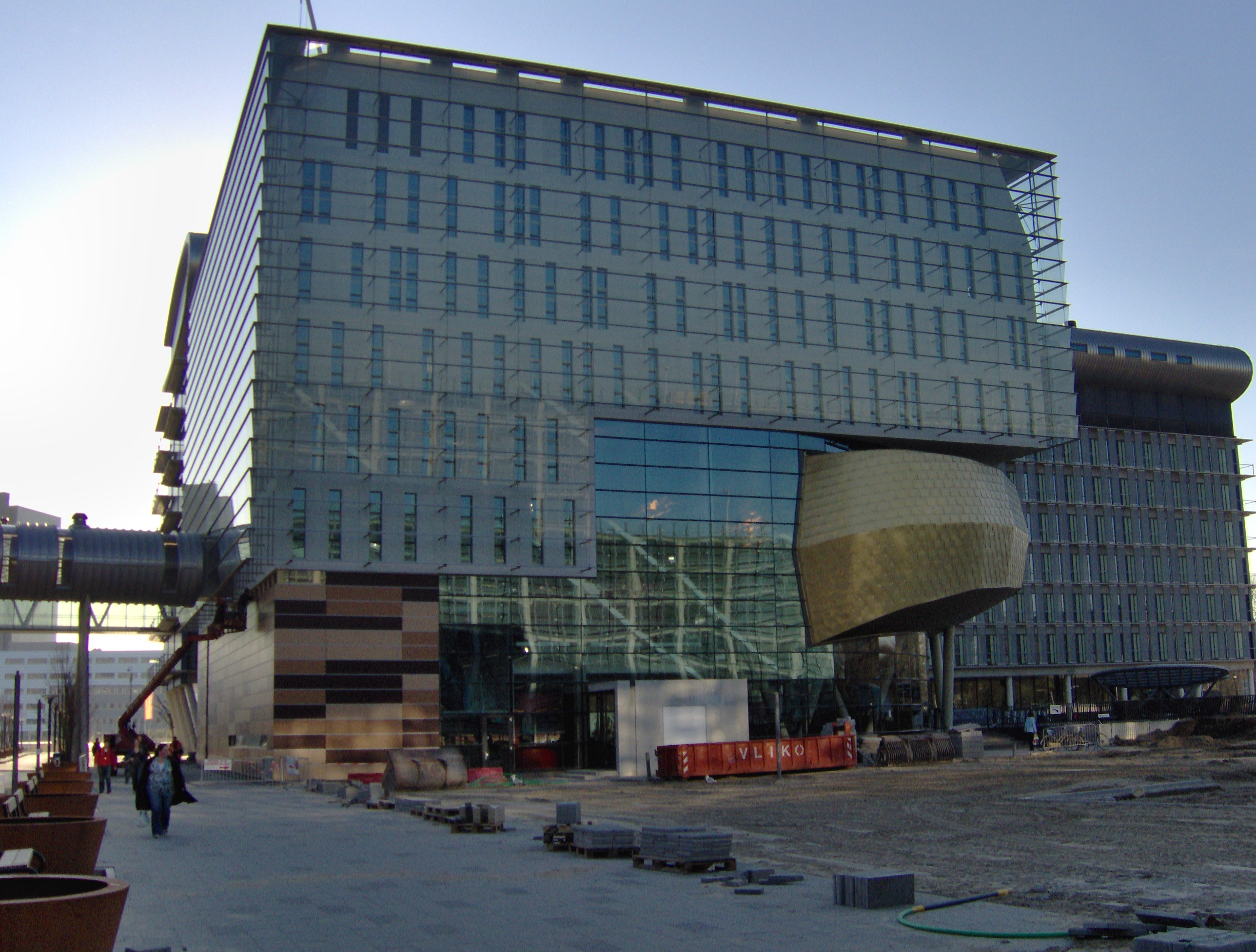
Gebouw 3, onderwijsgebouw met onder andere het Leids anatomisch museum
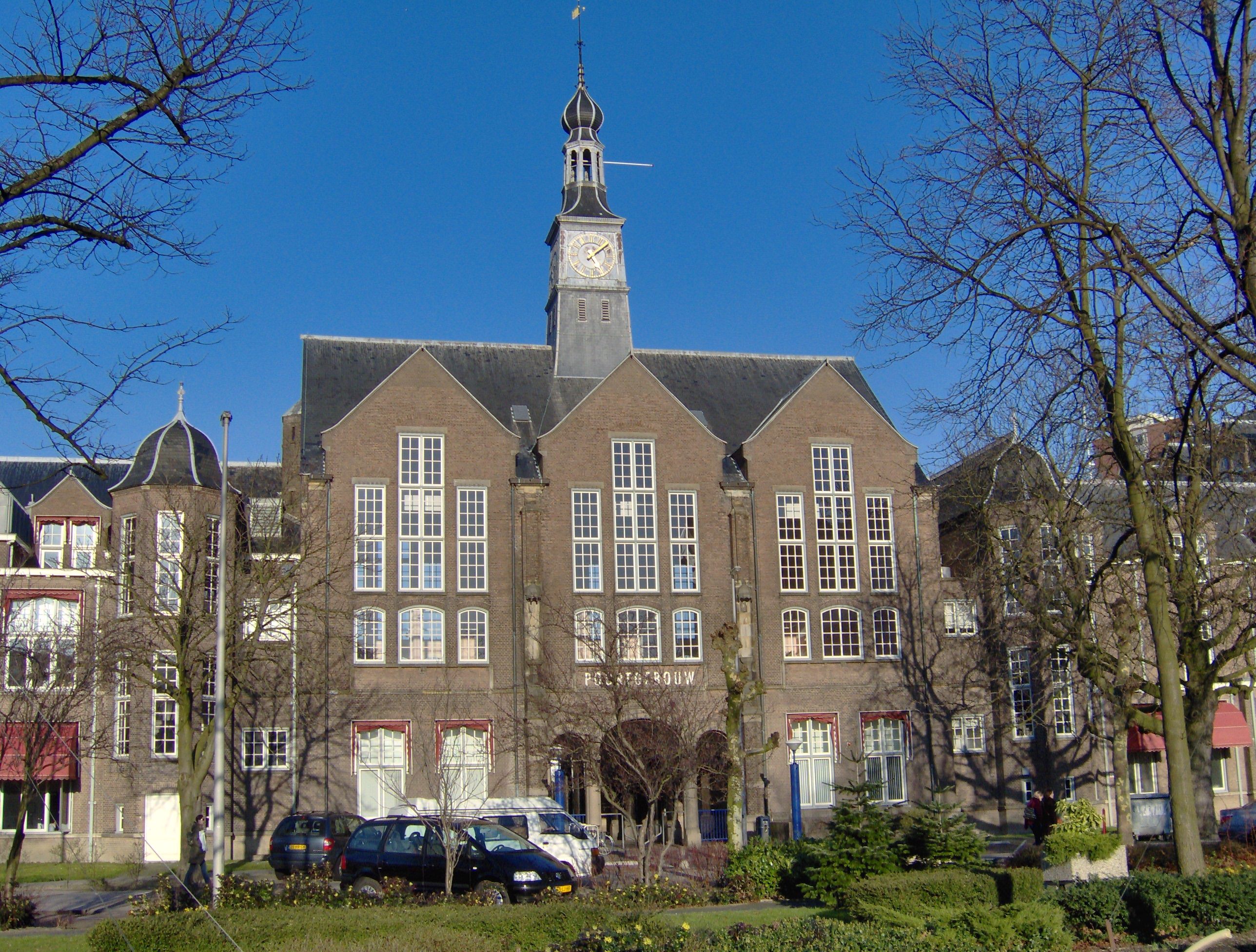
Poortgebouw, toegangspoort tot het voormalige ziekenhuiscomplex
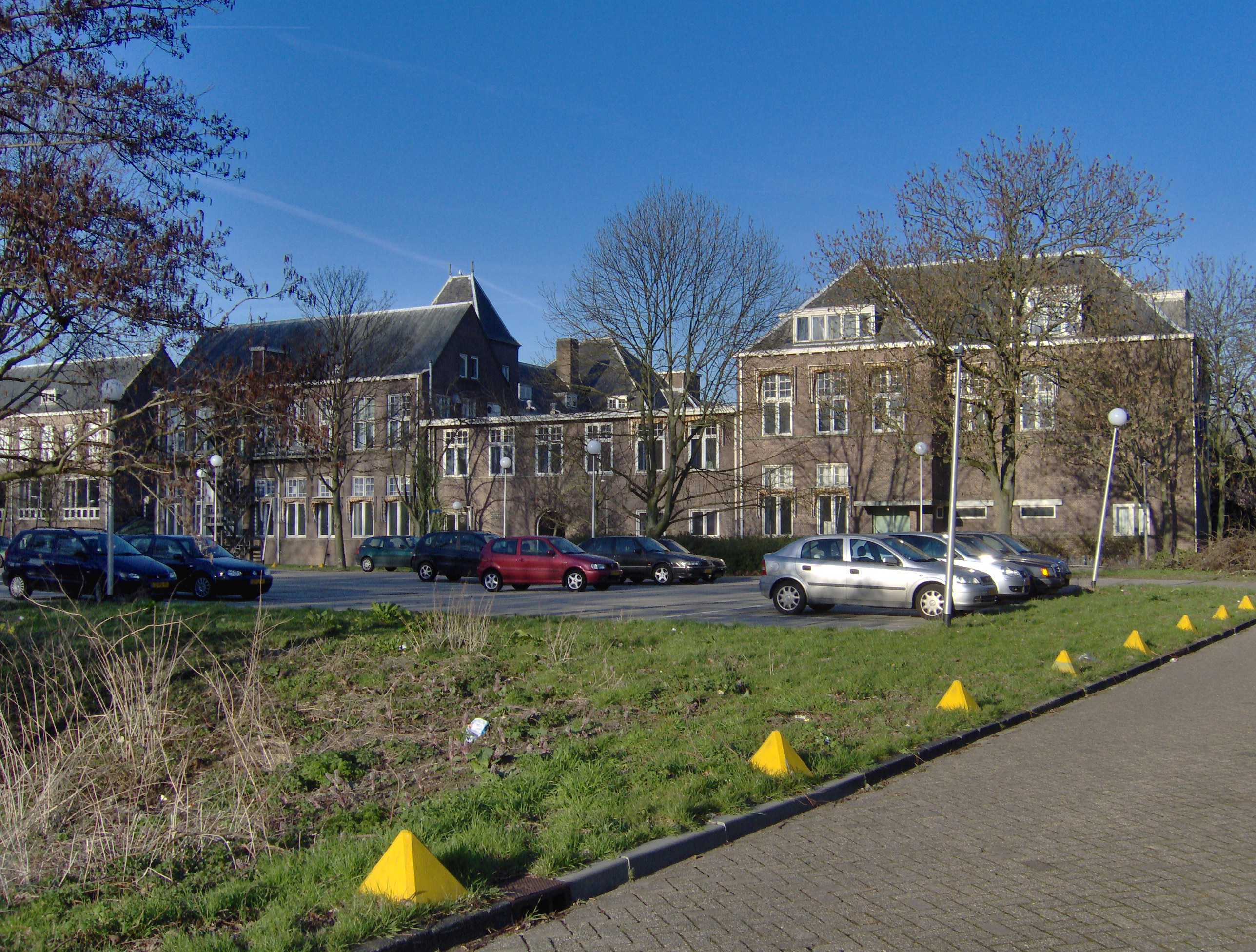
Oude Boerhaavekwartier
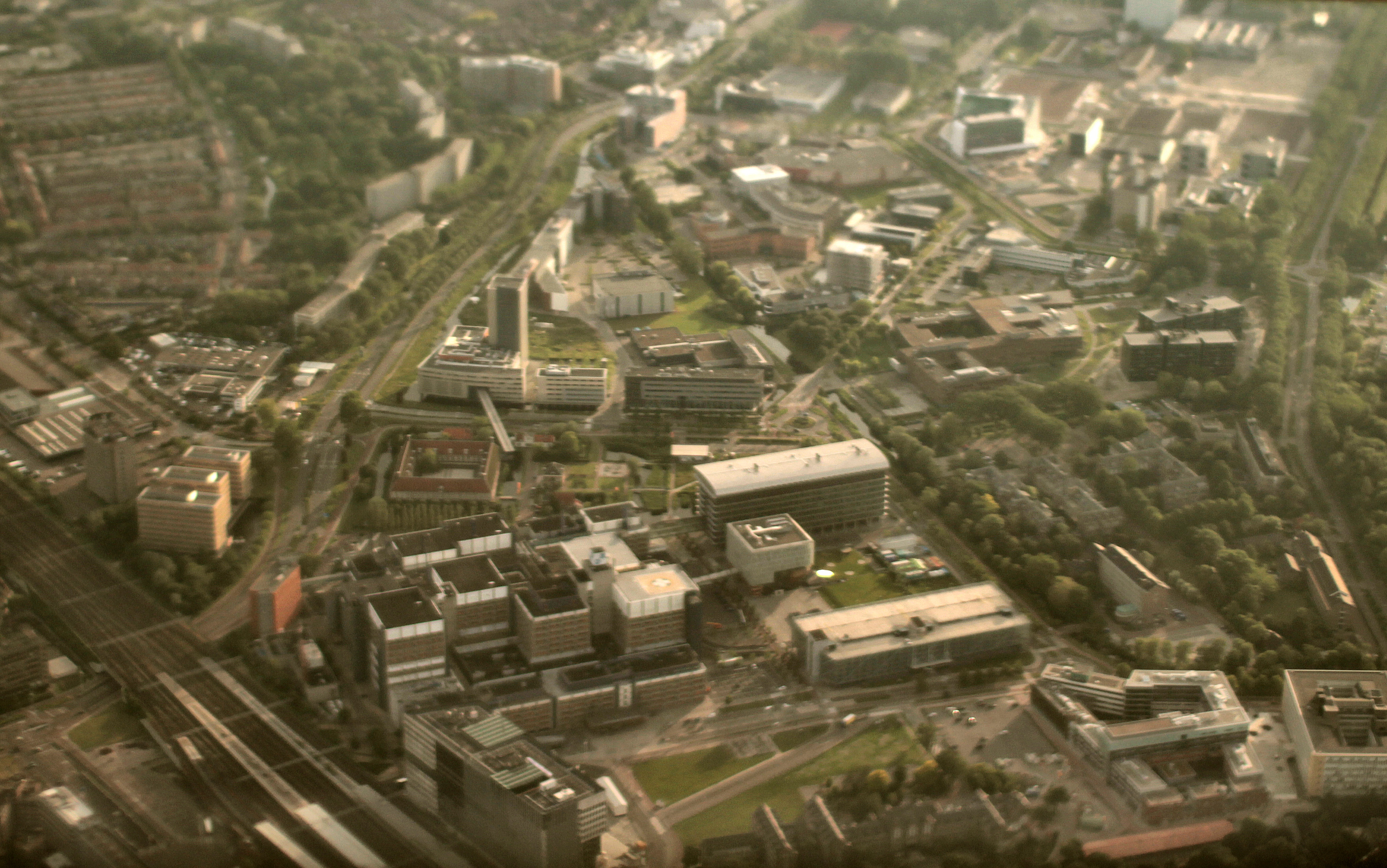
vanuit de lucht

Amsterdam UMC·
Erasmus MC ·
Leids Universitair Medisch Centrum (LUMC) ·
Maastricht UMC+ (MUMC+) ·

Radboudumc ·
Universitair Medisch Centrum Groningen (UMCG) ·
Universitair Medisch Centrum Utrecht (UMCU)